# Notre-Dame-des-Anges
Notre-Dame-des-Anges är en kommun av typen socken (municipalité de paroisse) i provinsen Québec i Kanada. Den omges av staden Québec och omfattar endast sjukhusområdet runt Hôpital général de Québec, som är en separat kommun av skatteskäl.